# Kinect Sports
Kinect Sports är ett spel till Xbox 360:s Kinect utvecklat av Rare och publicerat av Microsoft Game Studios. Spelet innehåller fotboll, bowling, beachvolleyboll, friidrott, boxning och bordtennis. Kinect Sports släpptes i Europa den 10 november 2010.

## Betyg på spelet
| Kinect Sports               | Kinect Sports |
| Samlingsbetyg               | Samlingsbetyg |
| Tjänst                      | Betyg         |
| --------------------------- | ------------- |
| Gamerankings                | 75.41%        |
| Metacritic                  | 72/100        |
| Recensionsbetyg             |               |
| Publikation                 | Betyg         |
| Edge                        | 8/10          |
| Eurogamer                   | 7/10          |
| Game Informer               | 8/10          |
| Gamespot                    | 7.5/10        |
| Gametrailers                | 6.4/10        |
| IGN                         | 8/10          |
| Official Xbox Magazine      | 7.5/10        |
| Official Xbox Magazine (UK) | 9/10          |
| X-Play                      | 4/5 stjärnor  |